# Атанасиос Ексадактилос
Атанасиос Ексадактилос или капитан Антониу (на гръцки: Αθανάσιος Εξαδάκτυλος, Αντωνίου) е гръцки офицер и революционер, деец на Гръцката въоръжена пропаганда в Македония от началото на XX век, генерал-майор и заместник-началник на генералния щаб на гръцката армия.

## Биография
Атанасиос Ексадактилос е роден през 1869 година на остров Андрос. На 8 август 1891 година завършва Гръцката военна академия с чин втори лейтенант от артилерията. През Гръцко-турската война от 1897 година е командир на батарея в Тесалия.
През август 1904 година е изпратен като служител в гръцкото консулство в Солун и се включва в гръцката пропаганда в Македония, като става един от най-ценните хора на Ламброс Коромилас. Заедно с офицерите Димитриос Какавос и Александрос Мазаракис е връзка между главните комитети на пропагандата в Атина и Солун. Предрешен като търговец и учител обикаля централна Македония, шпионира, изготвя топографски карти и създава гръцки комитети и въоръжени банди по места. Напуска Солун на 29 февруари 1908 г., но продължава да работи с Панайотис Данглис за организирането на гръцките действия в Македония. След Младотурската революция от юли 1908 година прекратява революционната си дейност.
През Балканската война е ръководител на разузнавателното бюро към генералния щаб на гръцката армия. Участва като военен експерт в гръцките делегации подписали Лондонския и Букурещкия мирен договор през 1913 година. През 1915 година е назначен в дирекцията за разузнаване и граждански дела към генералния щаб. Заради роялистките си възгледи се противопоставя на Елефтериос Венизелос по време на националната схизма в Гърция, заради което през 1917 година е уволнен от армията.
През 1920 година се завръща на активна служба в армията като е произведен в чин Генерал-майор и е назначен за заместник-началник на генералния щаб на гръцката армия. През 1921 година за кратко изпълнява длъжността началник на щаба на континенталната армия. След краха на гръцката армия в Гръцко-турската война през 1922 година е повторно освободен от армията и пенсиониран. Умира през 1936 година.